# Günter Blum (Diplomat)
Günter Blum (* 30. März 1922 in Berlin; † 5. Februar 1990) war ein deutscher Politiker (SED) und Diplomat. Er war Botschafter der DDR in Argentinien und in Kolumbien.

## Leben
Blum stammte aus einer Berliner Arbeiterfamilie. Nach dem Besuch der Volksschule erlernte er von 1936 bis 1941 den Beruf des Werkzeugmachers. Anschließend leistete er von 1941 bis 1945 als Soldat der Kriegsmarine Kriegsdienst im Zweiten Weltkrieg. Im Mai 1945 geriet er als Unteroffizier in Schleswig-Holstein in britische Kriegsgefangenschaft, aus der er im August 1945 entlassen wurde.
Er war dann als Landarbeiter in der Nähe von Hamburg tätig und kehrte im November 1945 in seine Heimatstadt Berlin zurück, wo er zunächst als Arbeiter bei der Sowjetarmee beschäftigt war. Er arbeitete dann als Werkzeugmacher. Im Januar 1946 wurde er Mitglied der KPD und im April 1946 nach der Zwangsvereinigung von SPD und KPD Mitglied der SED. 1946 ging er in die Landwirtschaft und absolvierte bis 1948 eine landwirtschaftliche Lehre auf dem Landgut Pretschen mit dem Abschluss als Landwirtschaftsgehilfe. Von 1950 bis 1952 studierte er an der Deutschen Akademie für Staats- und Rechtswissenschaft und schloss sein Studium als Diplomwirtschaftler ab. Von 1952 bis 1963 war Blum Sekretär für Landwirtschaft der SED-Bezirksleitung Cottbus. 1956 besuchte er die Sonderschule des ZK der SED in Schwerin. Ab 1963 war er stellvertretender Direktor des Instituts für Landwirtschaft in Vetschau (Spreewald). Zwischen 1964 und 1972 fungierte er als Erster Sekretär der SED-Kreisleitung Cottbus-Land. Im Dezember 1967 promovierte er an der Hochschule für Landwirtschaft und Nahrungsgüterwirtschaft Bernburg (Saale) zum Doktor der Agrarwissenschaften.
1972 trat Blum in den diplomatischen Dienst der DDR ein. Von 1973 bis September 1979 war er DDR-Botschafter in Argentinien, von Februar 1980 bis 1982 Botschafter in Kolumbien. Anschließend ging Blum in den Ruhestand.
Ab April 1986 war Blum Präsident der Freundschaftsgesellschaft DDR-Kolumbien.

## Auszeichnungen
Blum erhielt die Verdienstmedaille der DDR und 1967 den  Vaterländischen Verdienstorden in Bronze.